# Ildar Amirov
Ildar Amirov (in russo Ильдар Рафикович Амиров?, Il'dar Rafikovič Amirov; Biškek, 9 ottobre 1987) è un ex calciatore kirghiso, di ruolo attaccante.

## Carriera

### Nazionale
Tra il 2006 ed il 2016 ha totalizzato complessivamente 40 presenze e 3 reti con la maglia della nazionale kirghisa.